# Oussama Mellouli
Oussama Mellouli (in arabo أسامة الملولي‎?; La Marsa, 16 febbraio 1984) è un ex nuotatore tunisino.
È stato il primo nuotatore ad aver vinto medaglie olimpiche sia in vasca (oro a Pechino e bronzo a Londra nei 1500 sl) sia nel fondo (oro a Londra nei 10 km). Ha partecipato a sei edizioni consecutive dei Giochi olimpici estivi, da Sydney 2000 a Tokyo 2020.

## Carriera
Specializzato nello stile libero e nei misti è arrivato quinto nei 400 m misti ai Giochi olimpici di Atene 2004 ed a Melbourne nel 2007 ha vinto un argento nei 400 m stile libero (battuto dal sud coreano Park Tae-hwan) ed un oro negli 800 m stile libero. Queste ultime medaglie gli sono state però tolte a causa della squalifica per doping, in seguito a un controllo effettuato nel novembre 2006. Nel 2008 si impone nella finale dei 1500 m sl ai Giochi olimpici di Pechino 2008 sull'australiano Grant Hackett, conquistando una medaglia d'oro. Mellouli, già laureatosi in ingegneria informatica nel 2006 presso la University of Southern California di Los Angeles, studia un master in management sportivo. A Londra nel 2012 vince la gara di fondo sui 10 km. A Rio nel 2016 è il portabandiera della Tunisia.
Il 20 giugno 2021 ha ottenuto la qualificazione alla sua sesta olimpiade, divendo il quarto nuotatore della storia a riuscirci dopo gli svedesi Therese Alshammar e Lars Frölander ed il turco Derya Büyükunçu.

### La positività del 30 novembre 2006
Caso particolare furono i 18 mesi di squalifica che la FINA inflisse al tunisino per la sua positività all'anfetamina, poiché fece decorrere retroattivamente la squalifica dal 30 novembre, pur avendola comunicata 10 mesi più tardi, fatto questo che non impedì a Mellouli di partecipare e vincere un oro a Pechino 2008, poiché i 18 mesi erano scaduti nel maggio 2008 giusto in tempo per fargli ottenere il minimo per le Olimpiadi. Quindi medaglie mondiali cancellate ma, in un certo senso, gli fu data la possibilità di rifarsi alle Olimpiadi, dato che solitamente per doping vengono comminati 24 mesi di squalifica e quasi mai viene concessa la "retroattività".

## Record
Ai Campionati africani di nuoto di Johannesburg 2009 si è aggiudicato in totale dodici medaglie nell'arco di una settimana: 9 medaglie d'oro (8 gare individuali ed una staffetta) e 2 medaglie d'argento (1 individuale ed una staffetta), vincendo tutte le gare dello stile libero (6 gare dai 50 m ai 1500 m), le due gare nei misti e la 4x100 stile libero con la Tunisia con la quale è stato argento nella 4x100 mista. Undicesima medaglia è stata quella d'argento nei 200 m rana e poi c'è stato il bronzo nei 50 dorso.

## Palmarès
- Olimpiadi

Pechino 2008: oro nei 1500m sl.
Londra 2012: oro nella 10km di fondo e bronzo nei 1500m sl.
- Mondiali

Barcellona 2003: bronzo nei 400m misti.
Montreal 2005: bronzo nei 400m sl e nei 400m misti.
Roma 2009: oro nei 1500m sl, argento nei 400m sl e negli 800m sl.
Barcellona 2013: oro nella 5km e bronzo nella 10km.
- Mondiali in vasca corta

Indianapolis 2004: oro nei 400m misti e bronzo nei 200m misti.
Dubai 2010: oro nei 1500m sl, argento nei 400m misti, bronzo nei 200m sl e nei 400m sl.
Doha 2014: argento nei 1500m sl.
- Giochi del Mediterraneo

Tunisi 2001: argento nei 400m misti.
Almerìa 2005: oro negli 800m sl, nei 200m misti e nei 400m misti.
Pescara 2009: oro nei 200m sl, nei 400m sl, nei 1500m sl, nei 200m misti e nei 400m misti.
Mersin 2013: oro nei 1500m sl e nei 400m misti, argento nei 200m sl, nei 400m sl e nei 200m misti.
- Giochi panafricani

Abuja 2003: oro nei 200m sl, nei 400m sl, negli 800m sl, nei 1500m sl, nei 200m misti e nei 400m misti.
- Campionati africani

Johannesburg 2008: oro nei 50m sl, nei 100m sl, nei 200m sl, nei 400m sl, negli 800m sl, nei 1500m sl, nei 200m misti, nei 400m misti e nella 4x100m sl, argento nei 200m rana e nella 4x100m misti e bronzo nei 50m dorso.

## Riconoscimenti
- Atleta dell'anno FINA: 2012
- African Swimmer of the Year: 2008, 2009
- Open Water Swimmer of the Year: 2012